# François Milhomme
François Dominique Aimé Milhomme, dit François Milhomme, est un sculpteur français né en 1758 à Valenciennes et mort à l'ancien 10e arrondissement de Paris en 1823.

## Carrière
Élève de Pierre-Joseph Gillet puis d'André-Jean Lebrun et de Christophe-Gabriel Allegrain, il fut, comme Charles Marin, un lauréat particulièrement tardif du grand prix de Rome. Il l'obtint en effet en 1801 avec un bas-relief Caïus Gracchus quittant sa femme Licinia. Après un séjour de sept ans à la villa Médicis, il fit ses débuts au Salon de 1810 avec une représentation de Psyché.
Le sculpteur François Rude se souvint de son buste d'Andromaque actuellement au musée du Louvre.
Il a été inhumé au cimetière du Père-Lachaise.

## Œuvres
- Andromaque, buste, plâtre peint, (1800), Paris, musée du Louvre[3]
- La Douleur[4] statue, marbre, pour la sépulture de Pierre Gareau négociant, Paris, cimetière du Père-Lachaise (vers 1816)
- Hoche, général en chef (1758-1797), statue, marbre, (1808), Versailles, châteaux de Versailles et de Trianon
- Colbert (1816 - 1828), statue colossale, marbre, Brest, École navale (dépôt en 1931)[5]
- Hermaphrodite, statue, marbre, Lille, musée des Beaux-Arts.
- Psyché, statue, (1810).
- Statue de Louis XIII, Hôtel de ville de Reims.
- Buste d'Henri IV, Pau.

### Sources
- Catalogue d'exposition, Skulptur aus dem Louvre. Sculptures françaises néo-classiques. 1760 - 1830, Paris, musée du Louvre, 23 mai - 3 septembre 1990, p. 318
- Emmanuel Schwartz, Les Sculptures de l'École des Beaux-Arts de Paris. Histoire, doctrines, catalogue, École nationale supérieure des Beaux-Arts, Paris, 2003, p. 141